# Antheraea nigrescens
Antheraea nigrescens är en fjärilsart som beskrevs av Arthur Schüssler 1936. Antheraea nigrescens ingår i släktet Antheraea och familjen påfågelsspinnare. Inga underarter finns listade i Catalogue of Life.